# الاستفتاء المغربي 1989
أجر الاستفتاء المتعلق بتمديد الفترة النيابية لأعضاء مجلس النواب، والذي دعى إليه الملك الحسن الثاني وأجر بتاريخ 1 ديسمبر 1989. حيث افرزته الظروف السياسية والاقتصادية التي كان يعيشها المغرب، وفي المادة الأولى من ظهير الدعوة للاستفتاء أفرد ان يجيب المشاركون بنعم ام لا على سؤال الإستفتاء.

## نتائج الإستفتاء
اعلنت الغرفة الدستورية بالمجلس الاعلى بتاريخ 5 ديسمبر 1989 رسميا ان النتيجة العامة للاستفتاء حول تمديد الفترة النيابية لأعضاء مجلس النواب هي ان الشعب المغربي صادق على التعديل المعروض عليه بنسبة 99.95% من اجمالي الاصوات المعبر عنها وهي كالتالي.